# Talang Baru Dua
Talang Baru Dua is een bestuurslaag in het regentschap Lebong van de provincie Bengkulu, Indonesië. Talang Baru Dua telt 492 inwoners (volkstelling 2010).